# Matthias Schwarte
Matthias Schwarte (* 16. Mai 1968 in Lingen) ist ein deutscher Diplom-Kaufmann und seit März 2012 Kanzler der Westfälischen Wilhelms-Universität in Münster.

## Leben
Matthias Schwarte studierte von 1989 bis 1995 Betriebswirtschaftslehre an der Carl von Ossietzky Universität Oldenburg. Dort war er von 1995 bis 1997 wissenschaftlicher Mitarbeiter am Lehrstuhl von Laurenz Lachnit, Betriebswirtschaftslehre/Rechnungswesen. Von 1998 bis 2002 war er Public Sector Management Principal Consultant bei der WIBERA AG, übernommen durch die PwC Consulting GmbH in Düsseldorf und von 2002 bis 2009 Public-Financial Management Associate Partner bei der IBM Deutschland GmbH, ebenfalls in Düsseldorf. 2009 wechselte er an die Westfälische Wilhelms-Universität Münster, wo er zunächst als Dezernent für Finanzen und Controlling fungierte. 2010 wurde er zudem zum stellvertretenden Kanzler ernannt. Im März 2012 übernahm er das Amt des Kanzlers der Universität Münster als Nachfolger von Stefan Schwartze.